# Juan Carlos Caballero
Juan Carlos Caballero Marín (Zaragoza, 29 de septiembre de 1978) es un exfutbolista y entrenador de fútbol español. Se desarrollaba en la función de guardameta y actualmente no dirige a ningún equipo.

## Carrera deportiva

### Osasuna B
1999-2001: juega en el equipo filial de Osasuna por dos temporadas.

### Figueres
2001-2002 ficha por el Figueres.Jugando más de 30 partidos oficiales.
En el que después de una destacada actuación en Copa Del Rey es traspasado al Sevilla FC (1ªDiv)

### Sevilla Fútbol Club
En 2002 da un salto cualitativo en su carrera y ficha por el Sevilla FC durante dos temporadas, aunque media temporada estuvo jugando en el Terrassa FC. 
En su etapa hispalense en Primera división juega tan solo un partido, exactamente la última jornada de liga de la temporada 2002/2003 con resultado de Sevilla FC 0 Valencia CF 3. Caballero recibió dos goles de Juan Sánchez y uno de Pablo Aimar. En la temporada siguiente, Comienza como segundo portero con el Sevilla FC pero sigue a la sombra de Notario, En enero y después de más de 50 partidos como 2 portero en 1.ª div es cedido al Terrassa.

### Sociedad Deportiva Eibar
En 2004 ficha por el Eibar, donde disputó 2 partidos oficiales.

### Lorca Deportiva
En enero buscando su oportunidad ficha por el Lorca con el que logra el ascenso a Segunda división siendo el portero titular.

### Fútbol Club Cartagena
Firma un precontrato con el Cartagena. En 2005 debuta en el Cartagena.
En Cartagena es campeón de liga del grupo 4 de 2ªB, aunque ese año no consiguieron el ascenso. Después de tres temporadas y jugando más de 80 partidos termina su etapa en Cartagena.

### Benidorm CD
En junio de 2008 termina contrato con el Cartagena para fichar con el Benidorm CD, Su último partido en Benidorm CD fue contra el Fútbol Club Barcelona Atlètic. Después de sus actuaciones en Benidorm contra el F.C.Barcelona en Copa Del Rey, en la que Caballero detiene un penalti a Messi, Marcelo Trobianni (ex de Boca) le ofrece continuar su carrera fuera de España.

### Cobreloa
En enero de 2009 firmó por Cobreloa de Chile, equipo histórico en 1.ª división, con el que consigue jugar como primer portero en 1.ª división. En Cobreloa es apodado "El Rey Juan Carlos".

### Alicante CF
Su vuelta a España fue a este club que arrastraba de la temporada anterior graves problemas económicos. Así pues abandonó la disciplina del club y recala en el Sangonera, donde termina haciendo una buena temporada.

### Sangonera AT
Llega en enero y se convierte en pieza clave del conjunto murciano, consiguiendo salvar la categoría.

### CD Teruel
Comienza la temporada desde cero, en poco tiempo se convierte en ídolo de la afición, siendo unos de los jugadores claves para lograr mantener la categoría al C.D.Teruel en la 2°B, siendo así uno de los porteros más destacados de la categoría.

### Deportes La Serena
A principios del 2013, es confirmado como nuevo refuerzo de Deportes La Serena, equipo recién descendido a la Primera B de Chile.  donde juega únicamente la primera fecha del Torneo de Transición 2013.  

### River Ecuador
Continua su carrera como secretario técnico en River Ecuador en 2016 donde terminó de asistente técnico del primer equipo, en ese momento el club pertenecía a la Primera División de Ecuador.

### Barcelona S. C. (Ecuador)
Asistente técnico del equipo reserva en 2017
Director Técnico del equipo reserva en 2018

### Guayaquil City B (Ecuador)
Director Técnico año 2020

### Atlético Santo Domingo
(Ecuador)1a División
Director deportivo año 2021
Director técnico año 2022

## Clubes
| Club                        | País   | Año        |
| --------------------------- | ------ | ---------- |
| Osasuna B                   | España | 1999- 2001 |
| Figueres                    | España | 2001- 2002 |
| Sevilla FC                  | España | 2002- 2003 |
| Terrassa                    | España | 2003- 2004 |
| Éibar                       | España | 2004- 2005 |
| Lorca                       | España | 2004- 2005 |
| Cartagena                   | España | 2005- 2008 |
| Benidorm                    | España | 2008       |
| Cobreloa                    | Chile  | 2009       |
| Alicante CF                 | España | 2009       |
| Sangonera Atlético C. F.    | España | 2010       |
| Club Deportivo Teruel       | España | 2010-2011  |
| Unión Balompédica Conquense | España | 2011- 2012 |
| Orihuela Club de Fútbol     | España | 2012       |
| Deportes La Serena          | Chile  | 2013       |

### Como Director Deportivo y Entrenador
| Club                   | País    | Año     |
| ---------------------- | ------- | ------- |
| Guayaquil City         | Ecuador | 2016    |
| Barcelona.S.C          | Ecuador | 2017-18 |
| Guayaquil.F,C          | Ecuador | 2019-20 |
| Atlético Santo Domingo |         | 2021-22 |